# الحارث بن عمير الأزدي
الحارث بن عمير الأزدي، صحابي بعثه رسول الله محمد بن عبد الله -صلى الله عليه و سلّم- بكتاب إلى ملك بُصرى يدعوه فيه إلى الإسلام فلما نزل مؤتة عَرّضَ له شرحبيل بن عمرو الغساني فقال: أين تريد؟ قال : الشام قال: لعلَّك من رسل محمد، قال: نعم، أنا رسول رسول الله، فأمر به فأوثق رباطاً ثم قَدمه فضرب عنقه صبراً، ولم يقتل لرسول الله رسول غيره، فبلغ رسول الله فأشتد عليه ونَدَب الناس وأخبرهم مقتل الحارث ومن قتله، فأسرع الناس وخرجوا فعسكروا بالجُرف فكان ذلك سبب خروجهم إلى غزوة مؤتة.

## وفاته
بعد أن قتله شرحبيل بن عمرو الغساني، دُفن في منطقة بصيرا والتي تقع الآن في محافظة الطفيلة إحدى محافظات المملكة الأردنية الهاشمية وتقع في الجنوب. توفي في سنة 8 للهجرة